# Elena Tommasi Ferroni
Elena Tommasi Ferroni, née à Pietrasanta le 25 mai 1962, est un peintre italien contemporain.

## Biographie
Elena Tommasi Ferroni est issue une d'une famille d'artiste qui est active depuis la fin du XVIIe siècle. Son grand-père était un sculpteur, son père Riccardo Tommasi Ferroni était un peintre ainsi que son frère Giovanni.
Elena Tommasi Ferroni a grandi à Rome où elle a fait des études classiques au lycée E.Q.Visconti puis a étudié l'art à l’université « La Sapienza » .
Pendant les années universitaires, elle a étudié les méthodes de restauration des œuvres d'art et en 1985 elle a obtenu le diplôme de restauratrice. Elle débute ainsi dans le domaine de la conservation en travaillant entre autres dans l'atelier de Pico Cellini.
À partir de 1983 elle travaille dans l'atelier de son père Riccardo Tommasi Ferroni en affinant sa technique appliquée à la restauration et en apprenant celle de la peinture à l'huile.
En 1988 elle commence sa carrière en participant à l'exposition « Il Museo dei Musei » au palais Strozzi à Florence.
En 1991 elle participe à la Foire internationale de Chicago, puis en 1994 à la Philip Mowes Art Galleryà Amsterdam.

## Expositions personnelles
- 1989 Galleria A.M.G., Alassio
- 1991 Galleria Il Gabbiano, Rome
- 1994 Philip Mowes Art Gallery, Amsterdam
- 1995 Galleria Ca' d´Oro, Rome ; Galleria Michelangelo, Trani
- 1996 Spirale Arte Milano e Pietrasanta. Il Sipario, Rome
- 1997 Studio Melotti Ferrare ; Galleria Valeno, Lucera
- 2000 Galleria Ca' d´Oro, Rome
- 2003 Galleria Ca' d´Oro, Rome
- 2005 Galleria Barozzi, Vignola
- 2006 Galleria Rettori Tribbio, Trieste
- 2007 Galleria Paulette Bos, La Haye
- 2008 Galleria Margherita, Taranto ; Galleria S.Marino, Reppublica di S.Marino
- 2009 Novembre, Galleria "L´Indicatore", Rome
- 2012 Stravaganze. Silber Gallery, Rome

## Expositions collectives
- 1988 Il Museo dei Musei Palazzo Strozzi, Florence
- 1989 Tavoli Marmorizzati Galleria Ca' d´Oro, Rome
- 1990 Conchiglie Galleria Lilia Leoni, Rome
- 1991 Fiera internazionale, Chicago
- 1992 Cara Duchessa Galleria Borgobello, Parme
- 1995 Viva il Cinema Galleria il Gabbiano, Rome
- 1997 Le proposte del Gabbiano Galleria il Gabbiano, Rome
- 1997 Primavera romana ARGAM, Rome
- 2004 Progetto Dafne Studio Lucifero, Rome
- 2005 La Sinestesia Studio Lucifero, Rome
- 2006 Ro2006 - Studio Lucifero, Rome
- 2007 I Tommasi Ferroni, Museo Sandro Parmeggiani, Cento
- 2007 Grande Banchetto Italiano, Museo della citta di Bou Tou, Chine
- 2008 Ieri. Oggi e Domani, Galleria Ca' d´Oro, Rome ; Il Colore al femminile, Galleria « L´Indicatore », Rome ; La Grande Madre, Studio Lucifero, Rome ; Sogni, Galleria Chiari, Rome
- 2011 Partita a scacchi col mito, da Romolo nel giardino della Fornarina, Rome ; I Promessi Sposi Galleria ArtSpace, Rome ; A broken mirror. Cappella Orsini, Rome.